# 伊韋特·戈拉諾娃
伊韋特·戈拉諾娃（2000年3月6日—）是保加利亞的空手道運動員。在2019年歐洲運動會空手道比賽中獲得女子55公斤級金牌。2021年參加2020年東京奧運女子對打55公斤級項目5戰全勝獲得金牌。

## 比賽經歷
戈拉諾娃參加於西班牙马德里举行的2018年世界空手道锦标赛，获得女子對打55公斤级项目铜牌。2019年參加2019年欧洲空手道锦标赛获得女子對打55公斤级项目铜牌 。同年在2019年欧洲运动会决赛中击败乌克兰選手安澤莉卡·特柳加，赢得女子對打55公斤级项目金牌。2021年參加2020年東京奧運女子對打55公斤級項目5戰全勝，在金牌戰再次擊敗乌克兰選手特柳加獲得金牌。

## 外部連結
- 伊韋特·戈拉諾娃的Instagram帳戶